# المدرسة التتشية
المدرسة التتشية وهي من مدارس بغداد القديمة، ولقد ورد ذكرها في ترجمة الحسن بن محمد الصنعاني المتوفي عام 650هـ، حيث كان مدرساً فيها، وكذلك ولي التدريس فيها الشيخ شمس الدين الحارثي، المتوفي عام 675هـ، وذكر ابن خلكان في كتاب الوفيات إنها منسوبة إلى الأمير تتش بن ألب أرسلان أحد أمراء السلاجقة المتوفي عام 487هـ، وهي تقع قرب المدرسة النظامية في بغداد، كما ذكرها ابن الجوزي البغدادي في كتاب المنتظم في تاريخ الملوك والأمم في ذكر حوادث عام 564هـ، حيث قال: (وفي صفر سنة 564هـ، جلس ابن الشاشي للتدريس في المدرسة التتشية على شاطئ دجلة، بباب الأزج التي كانت بيد يوسف الدمشقي وحضر عندهُ جماعة من أرباب المناصب).